# Universi Dominici gregis

Wappen von Papst Johannes Paul II.

Universi Dominici gregis ist eine Apostolische Konstitution Papst Johannes Pauls II. vom 22. Februar 1996. Sie änderte die Vorgehensweise während einer Sedisvakanz und der anschließenden Papstwahl ab, insbesondere in folgenden Punkten:
- Die Wahlverfahren per acclamationem seu inspirationem („durch Ausrufung oder Eingebung“) und per compromissum (durch Übertragung der Wahl auf ein kleineres Gremium) sind abgeschafft. Der Papst wird von nun an einzig und allein per scrutinium (durch geheime Wahl) bestimmt.
- Für eine gültige Wahl ist eine Zweidrittelmehrheit erforderlich. Ist nach 33 bzw. 34 Wahlgängen[1] – abhängig vom Zeitpunkt des ersten Wahlgangs – keine Entscheidung gefallen, können die Kardinäle einen anderen Wahlmodus bestimmen, bei dem dann nur noch die absolute Mehrheit erforderlich ist. Dieser Punkt wurde von Papst Benedikt XVI. in seinem im Juni 2007 veröffentlichten Motu proprio De aliquibus mutationibus in normis de electione Romani Pontificis wieder rückgängig gemacht, somit ist in allen Wahlgängen wieder eine Zweidrittelmehrheit erforderlich, allerdings finden nach dem 33. bzw. 34. Wahlgang nur noch Stichwahlen statt.
- Die Höchstzahl der wahlberechtigten Kardinäle, die das 80. Lebensjahr am Tag vor Beginn der Sedisvakanz noch nicht vollendet haben (vgl. Nr. 33), darf weiterhin 120 nicht überschreiten. Allerdings wich Johannes Paul II. zweimal von dieser Vorschrift ab und erhöhte die Zahl vorübergehend auf jeweils 135.

Der Titel Universi Dominici gregis ist aus den Anfangsworten der lateinischen Version der Konstitution gebildet, die entsprechende Stelle lautet in deutscher Übersetzung „[Hirte] der gesamten Herde des Herrn“.